# 阿里·卡特
阿利斯特·「阿里」·卡特（英語：Allister 'Ali' Carter，1979年7月25日—），英格兰斯诺克运动员。卡特从1996年开始成为职业选手。在2003/2004赛季、2004/2005赛季和2005/2006赛季连续三个赛季排名分别为17、17和19，2006/2007赛季排名首度进入前16名，2007/2008赛季排名位居14。他在2008年及2012年兩度進入世界錦標賽的決賽，兩次均輸給羅尼·奧沙利文。

## 职业生涯
1999年，卡特获得本森赫奇斯锦标赛冠军，之后获得斯诺克台球联合会年度最佳新秀奖。这也使他拿到了进军大师赛的外卡。同年闯入大奖赛半决赛，一直到2007年后他才再次进入了另一项赛事的半决赛——马耳他杯半决赛。 
2008年斯诺克世界锦标赛，卡特首轮以10-9在决胜局战胜巴里·霍金斯后，遭遇2005年世锦赛冠军肖恩·墨菲，以13-4大比分胜出。1/4决赛中，卡特在与前世锦赛冠军彼得·艾伯顿的第15局成功打出了一杆147分，最终以13-9挺进半决赛。而之前一日罗尼·奥沙利文在与马克·威廉姆斯的对抗中打出147分，这也是世锦赛历史上首次出现两杆147分。在半决赛中，卡特以17-15击败乔·佩里，首次闯入世锦赛决赛。

## 个人生活
2003年，卡特被诊断出患有消化系统紊乱克隆氏症。
除了斯诺克之外，卡特对飞行方面同样有着浓厚的兴趣。

## 夺冠情况
- 本森赫奇斯锦标赛（1999年）
- 威爾斯公開賽（2009年）
- 上海大師賽（2010年）
- 世界公開賽（2016年）
- 德國大師賽（2013年、2023年）